# Chiesa di Santa Ternita

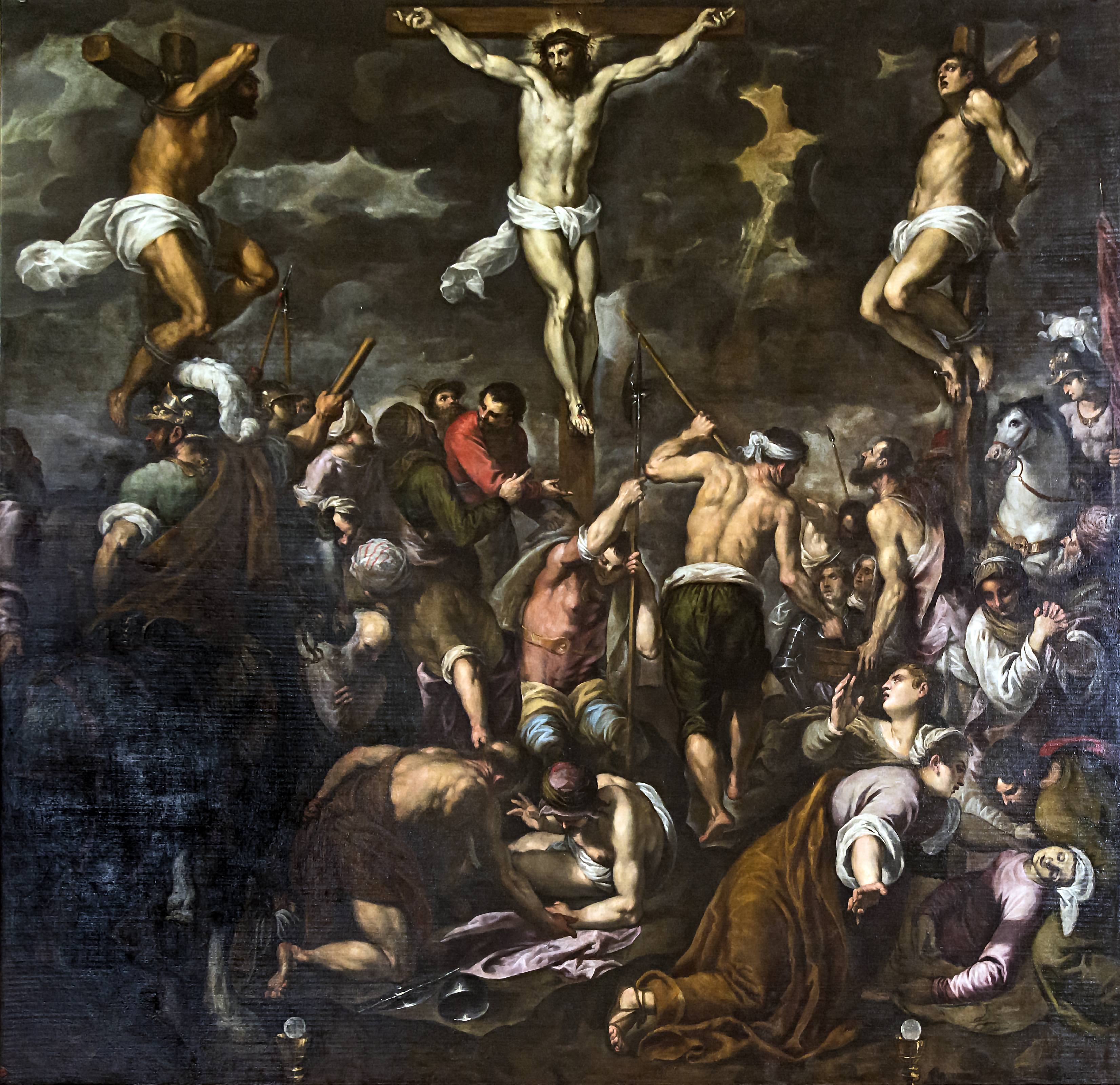
La Crocifissione di Palma il Giovane dalla chiesa di Santa Ternita

La chiesa della Santissima Trinità, vulgo Santa Tèrnita, era un edificio religioso di Venezia.
Era situata nel sestiere di Castello, affacciata all'omonimo campo tuttora esistente.

## Storia
Secondo la tradizione, Santa Ternita fu fondata dalle famiglie Celsi e Sagredo durante il dogado di Pietro Centranico (XI secolo, il Gallicciolli propone la data 1030). Probabilmente fu eretta a parrocchiale nel giro di poco tempo.
La chiesa fu amministrata a lungo dai laici della parrocchia che avevano peraltro il diritto di eleggerne il pievano (cosa confermata in una deliberazione del 1472). In quanto collegiata, disponeva di un capitolo formato da due preti titolati, un diacono, un suddiacono e due accoliti. Con il tempo, però, fu il solo parroco ad occuparsi della cura delle anima, talvolta con la collaborazione di un sacrista.
Anticamente, Santa Ternita era affiliata alla cattedrale di San Pietro e, di conseguenza, il capitolo aveva l'obbligo di assistere presso la matrice alla benedizione del fonte battesimale del sabato santo, ricevendone l'acqua benedetta.
Nel 1719 vi si sposarono il pittore Giambattista Tiepolo e la sua modella Maria Cecilia Guardi.
Nel 1807 l'istituzione fu risparmiata dalle prime soppressioni decretate dal napoleonico Regno d'Italia, e anzi la sua circoscrizione fu estesa anche alla chiesa di Santa Giustina. Ma appena qualche anno dopo, il 25 aprile 1810, fu chiusa al culto e il suo territorio inglobato a San Francesco della Vigna. L'edificio fu demolito nel 1832 mentre il campanile, adibito a modesta abitazione privata, crollò improvvisamente il 13 dicembre 1880; durante la sciagura, morì tale Giovanni Baratelli, macchinista.

## Edificio
La chiesa aveva subito nel tempo numerosi rimaneggiamenti; si ricordano in particolare una ricostruzione nel 1505-1507 e un restauro nel Settecento.
All'interno vi erano sette altari, dei quali uno era ornato da un pregevole Crocifisso marmoreo di Francesco Cavrioli, mentre il maggiore recava un'immagine di San Gerardo Sagredo di Girolamo da Santacroce. Vi erano inoltre opere di Pietro Malombra, Odoardo Fialetti, Jacopo Palma il Giovane, Francesco Maggiotto, Giambattista Tiepolo, Vittore Carpaccio.
Da citare infine la sontuosa cappella Sagredo.